# Naenia claricolor
Naenia claricolor là một loài bướm đêm trong họ Noctuidae.